# Tito Vibio Varo (procónsul)
Tito Vibio Varo  fue un senador romano del siglo I, cuyo cursus honorum se desarrolló bajo los imperios de Calígula y Claudio.

## Familia
Entre sus descendientes se encuentran Tito Vibio Varo consul suffectus en 115, bajo Trajano, Tito Vibio Varo consul ordinarius en 134, bajo Adriano y Tito Clodio Vibio Varo consul ordinarius en 160, bajo Antonino Pío.

## Carrera pública
Su único cargo conocido fue el de procónsul de la provincia romana de Creta y Cirenaica en 47, bajo Claudio, lo que significa que en 45-46 fue pretor.